# Tillandsia aguascalientensis
Tillandsia aguascalientensis är en gräsväxtart som beskrevs av C.S.Gardner. Tillandsia aguascalientensis ingår i släktet Tillandsia och familjen Bromeliaceae. Inga underarter finns listade i Catalogue of Life.